# Dreieinigkeitskirche (Kirchwehren)

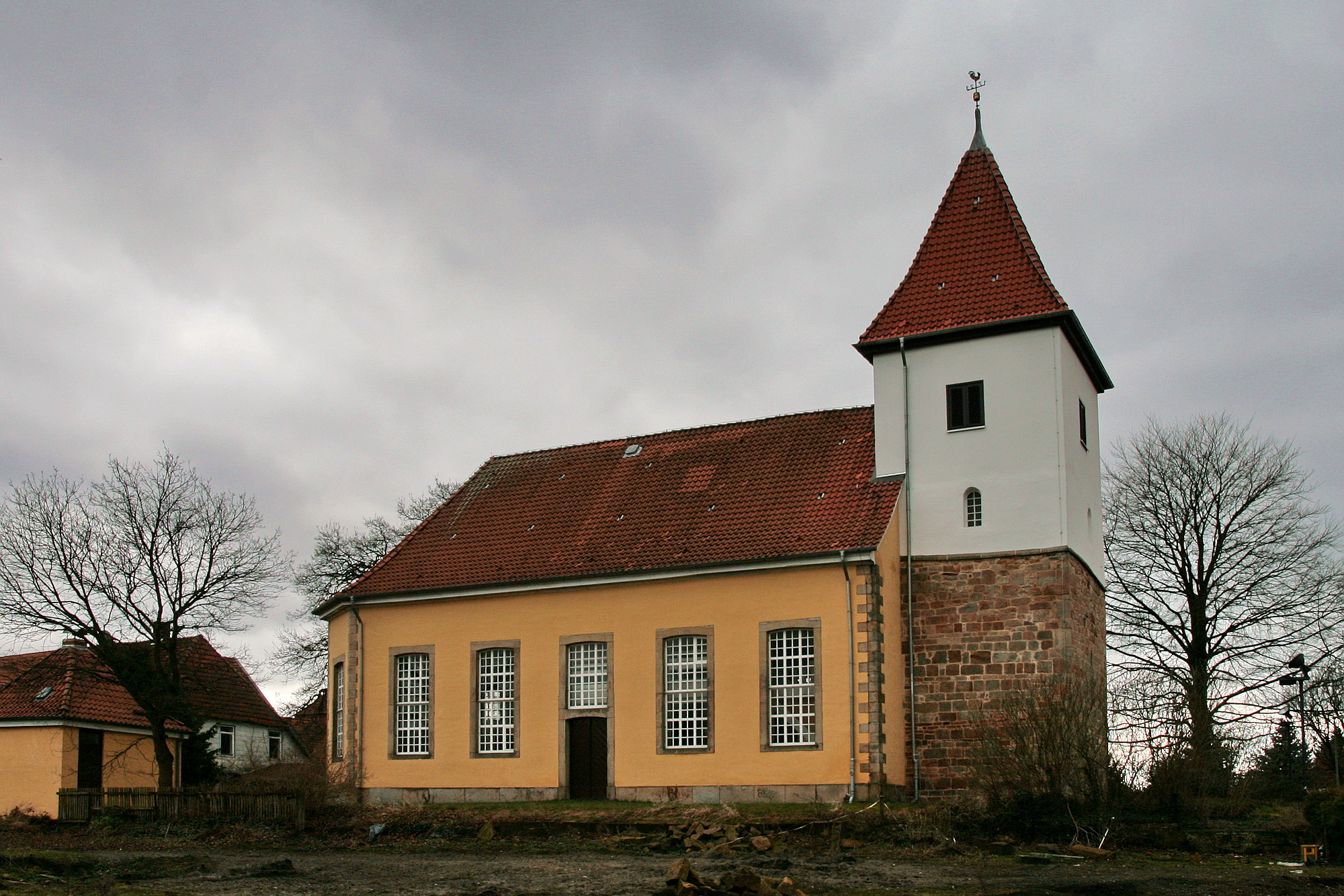
Die Kirchwehrener Dreieinigkeitskirche

Die Dreieinigkeitskirche (ⓘ) ist die denkmalgeschützte Kirche im Stadtteil Kirchwehren der Stadt Seelze in der Region Hannover in Niedersachsen. Die Kirche ist benannt nach der Dreieinigkeit.
Zu ihrer Kirchengemeinde im Stadtkirchenverband Hannover im Sprengel Hannover der Landeskirche Hannovers gehören Kirchwehren, seit dem 16. Jahrhundert Lathwehren und seit 1960 Almhorst.

## Geschichte
Die älteste Erwähnung einer Kirche in Wegerthe, dem heutigen Kirchwehren ist eine Urkunde aus dem Jahr 1221. Bernhard II. von Wölpe schenkte damit die Kirche dem Kloster Mariensee. Das Kloster hatte zur Reformationszeit das Kollationsrecht und übte bis 1889 das Kirchenpatronat über die Kirchwehrener Kirche aus.

### Ursprüngliches Gebäude

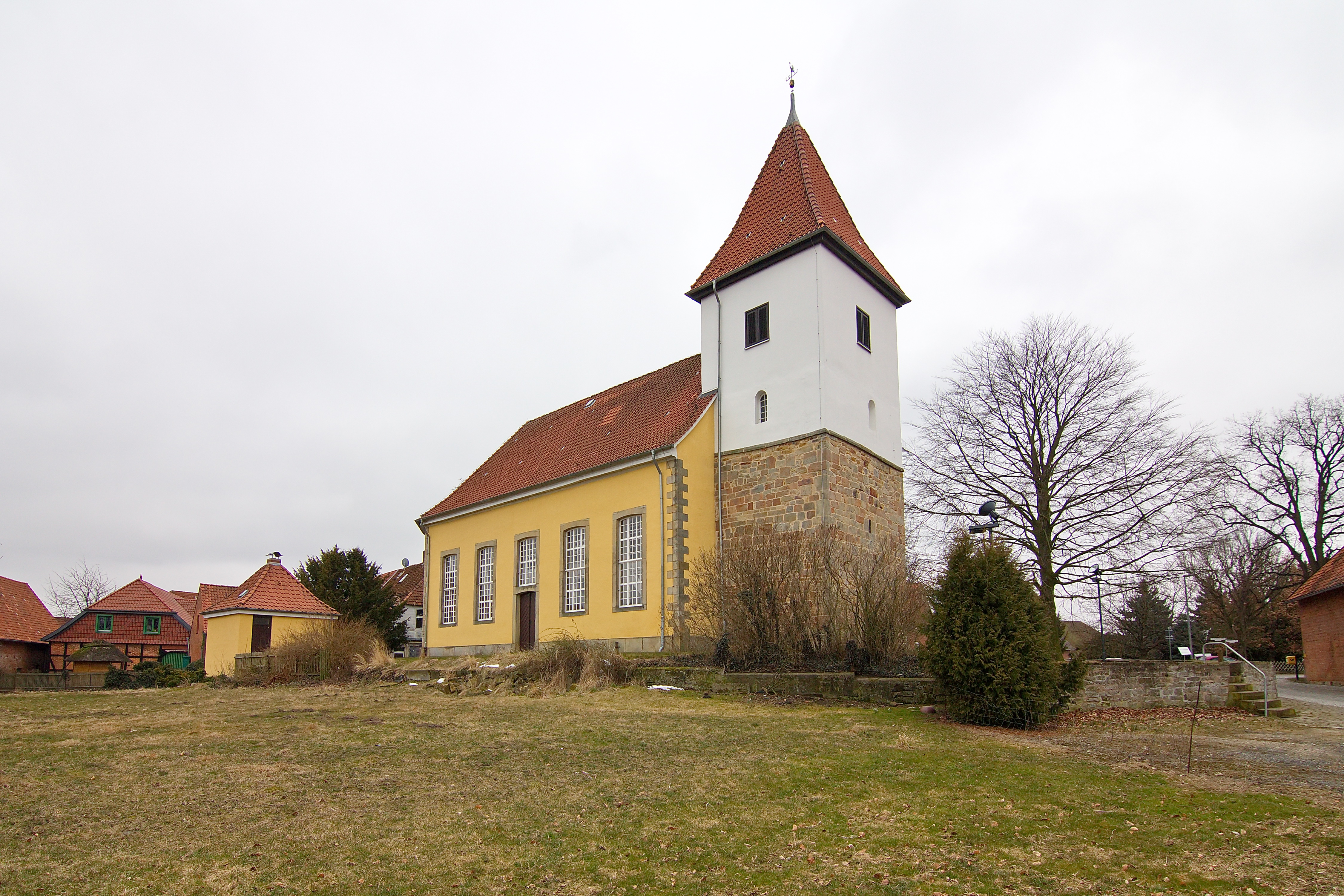
Die Nordwestansicht zeigt die Lage auf einen kleinen Hügel

Die Lage der Kirche auf einem kleinen Hügel und die Bauweise der vom ursprünglichen Bauwerk erhaltenen unteren Turmhälfte, unter anderem mit schmalen Schießscharten, lassen darauf schließen, dass das 1753 weitgehend abgebrochene Kirchengebäude als typisch spätromanische Wehrkirche gebaut war. Dies deutet auf eine Bauzeit um das Jahr 1200, als im damaligen Bistum Minden zahlreiche kleinere Fachwerkkirchen durch massive Steinbauten ersetzt wurden.
Ein an der Südseite des Turms vermauerter Kreuzstein dürfte aus der um 1200 errichteten Vorgängerkirche stammen und ist wohl um das Jahr 1500 beim Neubau nach dem großen Brand hier vermauert worden.

### Neubau um 1500
Nach mündlicher Überlieferung wurde im 17. Jahrhundert aufgeschrieben, dass es eine Zeit gab, als die Kirchwehrener die Kirche in Seelze aufsuchen mussten, um beispielsweise ein Kind taufen zu lassen. Nach einer mit einer solchen beschwerlichen Reise verbundenen Familientragödie stiftete der ortsansässiger Gutsherr von Ketelhodt den Neubau einer Kirche in Kirchwehren.
Ein im Ostgiebel der Kirche sichtbarer mittelalterlicher Wappenstein mit einem Kesselhut könnte der Ursprung der Entstehungslegende des Gebäudes gewesen sein.
Schriftliche Unterlagen gingen bei einem großen Brand im Kirchwehren etwa im Jahr 1500 verloren. Beim Abbruch dieser Kirche im Jahr 1753 wurden Reliquien in auf dem Altar stehenden Heiligenfiguren gefunden, deshalb dürfte dieses Kirchengebäude vor der im Jahr 1542 erfolgten Einführung der Reformation im Fürstentum Calenberg fertiggestellt worden sein.

### Neubau 1753–1755

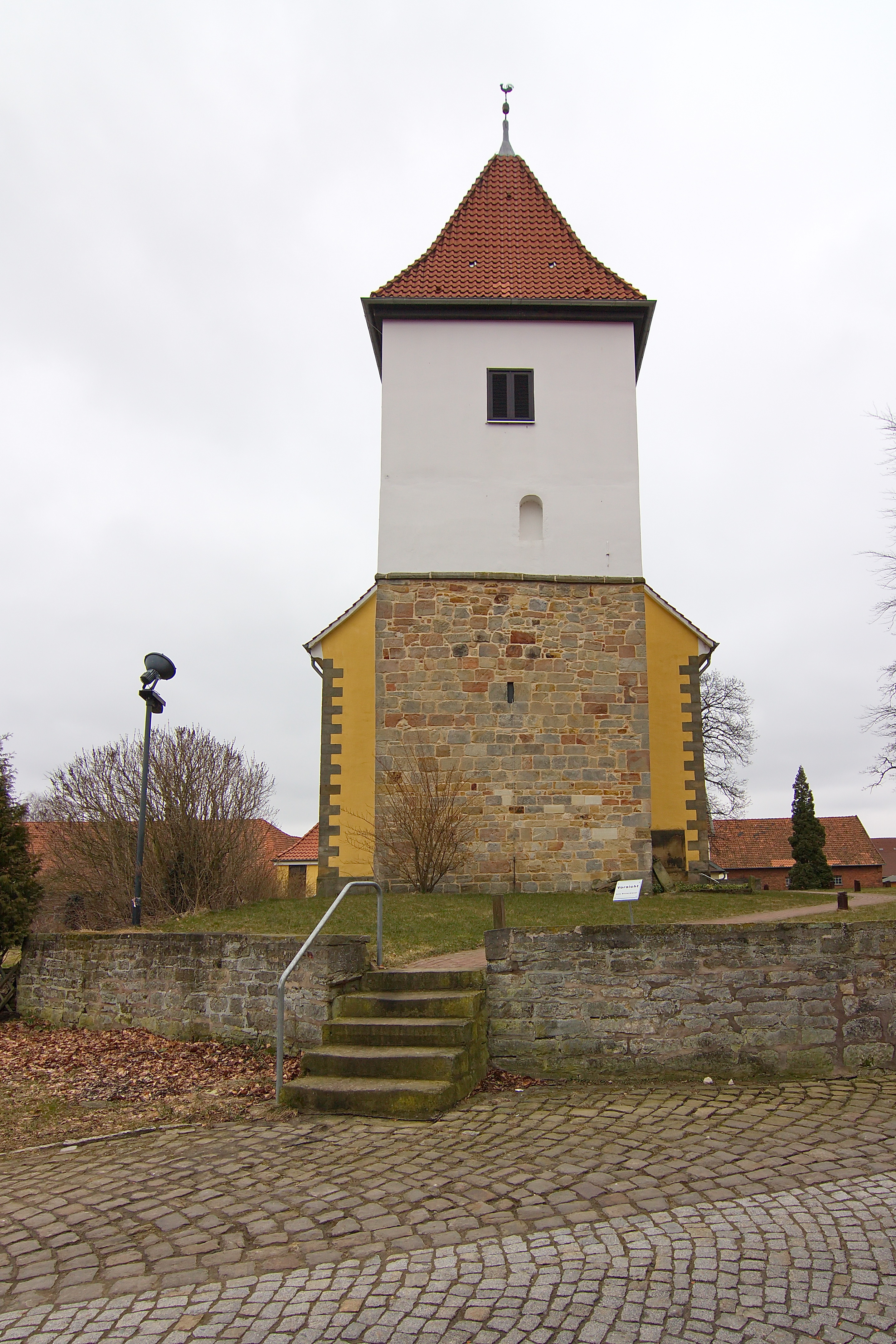
Der Turm der Kirche

Ab dem 25. April 1753 wurde das für die gestiegene Einwohnerzahl zu kleine und zudem baufällig gewordene Kirchenschiff abgebrochen und durch einen Neubau ersetzt.
Ein im Mai 1753 durch das Konsistorium zur Ausführung empfohlener Plan stammte von dem Zimmerermeister Pfister aus Hannover.
Die Jahreszahl ließ sich auch einer Inschrift eines Türsturzes an der Ostseite entnehmen.
Der Einweihungsgottesdienst fand am 2. Oktober 1755 statt.
Die für den Bau benötigten Sandsteine wurden aus Barsinghausen geholt, Backsteine aus Poggenhagen oder Herrenhausen und Kalk aus Hannover. Wenn möglich wurde das Abbruchmaterial wiederverwendet. Die Gräber auf dem Kirchfriedhof waren eingeebnet worden, um seine Fläche für die Zimmerarbeiten zu nutzen.
Der Neubau des Kirchenschiffs war 2 Fuß breiter, 21 Fuß länger und 14 Fuß höher als bei der alten Kirche.
Der Kirchturm wurde entsprechend aufgestockt, der untere Teil blieb von Vorgängerbau erhalten.
Die Baukosten betrugen 2429 Taler, 6 Mariengroschen und 2 Pfennig. Zur finanziellen Unterstützung hatte das Konsistorium eine Kollekte in den Fürstentümern Calenberg, Göttingen und Grubenhagen und in den Grafschaften Hoya und Diepholz angeordnet.

### Renovierungen
In den Jahren 1971/72 wurde das Kirchendach erneuert und das Mauerwerk neu verputzt. Eine Renovierung im Kircheninnenraum erfolgte 1975/76. Der Kirchturm hatte schon durch einen Tieffliegerangriff im Zweiten Weltkrieg Schäden erlitten gehabt. Das Dachgebälk des Turms musste 2005/07 aufwendig saniert werden.
Die Orgel wurde in den Jahren 2011 bis 2014 restauriert und saniert.
Die Kirchenglocke wurde 2018 zur Instandsetzung von Turm geholt und 2019 zusammen mit zwei neuen Glocken in einem neuen Glockenstuhl wieder aufgehängt.

## Beschreibung

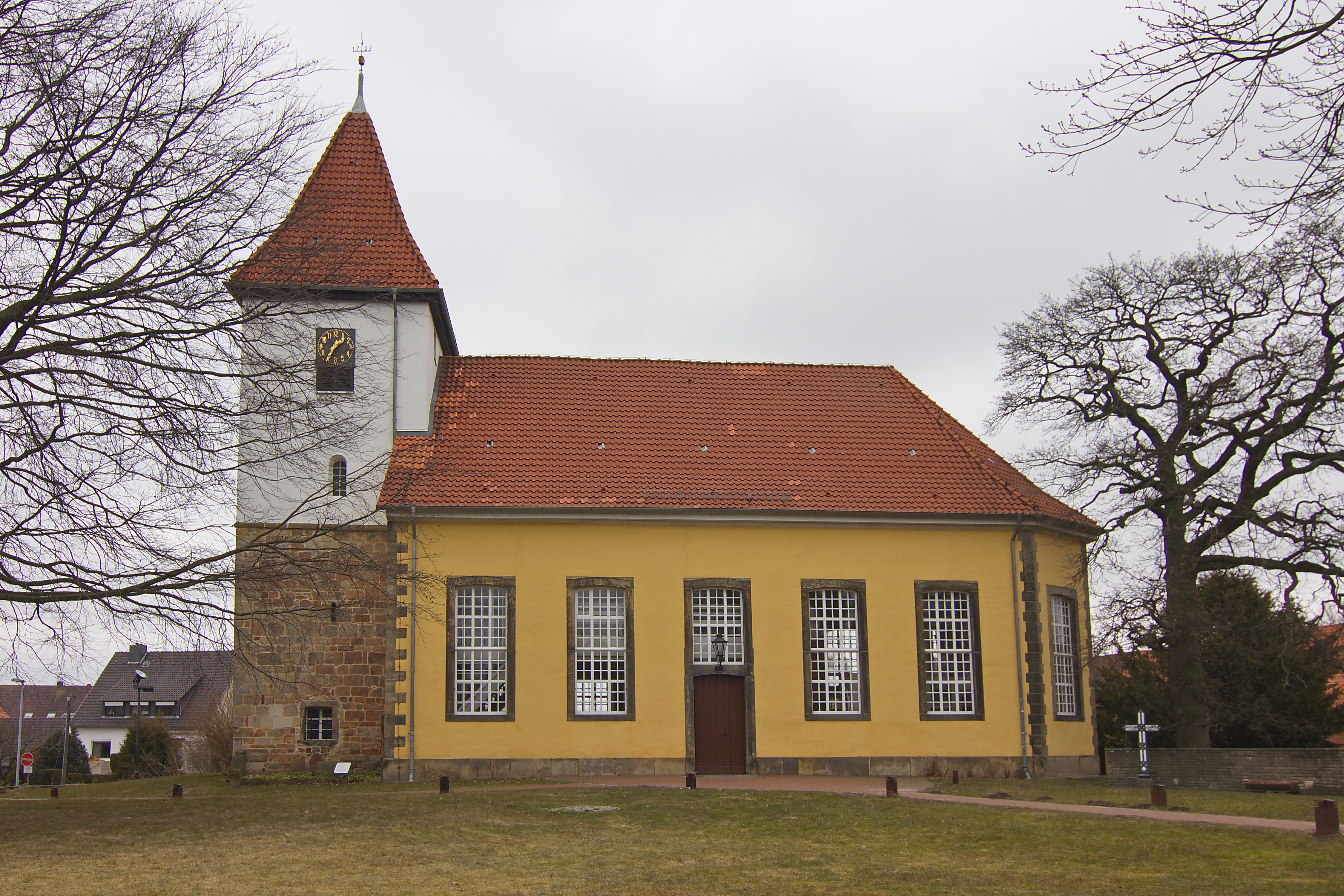
Die Südfassade

Die Dreieinigkeitskirche ist eine aus Bruchsteinen mit Eckquaderung errichtete rechteckige Saalkirche mit Dreiachtelabschluss an der Ostseite.
Der Turm an der Westseite hat einen quadratischen Grundriss. Er besteht aus dem erhaltenen mittelalterlichen Unterteil aus Bruchsteinmauerwerk, dem im 18. Jahrhundert erneuerten Oberteil und einer pyramidenförmigen Turmhelm. Die Außenwände des Kirchenschiffs und des oberen Teils des Turms sind verputzt.
Das Schiff hat fünf flachbogige, hohe Sprossenfenster mit Gewänden aus Sandstein an jeder Längsseite und drei weitere im Ostschluss. Unter dem mittleren Fenster der Südseite ist eine Tür eingebaut.
Der in weißer Farbe gehaltene Innenraum hat eine hohe waagerechte Decke.
An beiden Seiten gibt es hölzerne Emporen.

## Gräber
Die auf dem Gut Dunau ansässige Familie von Alten hatte ein Erbbegräbnis im Turm der Kirche. Die letzte Besetzung dort fand 1858 statt.
Seit dem 1875 wird stattdessen der private Friedhof auf dem Gutsgelände genutzt.
Seit dem Mittelalter wurden die Verstorbenen aus Kirchwehren, Lathwehren und dem später wüst gefallenen Esedinghausen auf dem Kirchhof um die Dreieinigkeitskirche begraben. Seit 1856 gibt es einen eigenen Friedhof in Lathwehren und seit 1878 hat Kirchwehren seinen Friedhof am Lenther Weg außerhalb des Dorfes.

## Ausstattung
Der 1755 geschaffene hölzerne Kanzelaltar stammt von Hofbildhauer Johann Friedrich Blasius Ziesenis.
In den Altar eingebettet ist eine Abendmahlsdarstellung aus der Werkstatt von Johann Alexander Thiele, Hofmaler aus Dresden. Beiderseits des Altars stehen hölzerne Priechenkästen.
Aus der Werkstatt von Ziesenis stammt auch der um 1755 geschaffene im Chorraum hängende Taufengel.
Die ganz in Weiß gehalten westliche Empore ist mit aufgemalten Blätterwerk verziert.

### Orgel
Die Orgel aus dem Jahr 1793 stammt von Wilhelm Heinrich Bethmann und war ebenso wie der Sold des Organisten ein Vermächtnis des Generalmajors Ernst Adam von Alten aus Dunau. Als Orgelspieler sollte der jeweilige Lehrer aus Lathwehren sein Einkommen aufbessern.
Die metallenen Prospektpfeifen der Orgel wurden 1917 beschlagnahmt und eingeschmolzen. Sie wurden 1938/39 ersetzt.

### Glocken
In der Kirchwehrener Kirche hatte es jahrhundertelang zwei Glocken gegeben.
Im Jahr 2018 wurde der Glockenstuhl durch einen aus abgelagerten Eichenholz konstruierten neuen ersetzt. Seit Anfang 2019 hängen darin drei Glocken.

#### Die historische Glocke
Die aus der Vorgängerkirche übernommene noch vorhandene historische Glocke wurde von Joachim Schrader im Jahr 1612 gegossen.
Die etwa 300 kg schweren Glocke mit einem Durchmesser von 72 cm trägt in einem Fries an ihrem Hals in Lapidarschrift den Text
Im Rahmen des 400-jährigen Glockenjubiläums im Jahr 2012 waren diverse Schäden der Glocke bekannt geworden.
Im Jahr 2018 wurde die Glocke abgehängt. In einem Schweißwerk in Nördlingen wurde ein neuer Schlagring eingesetzt. Danach wurde sie in einer Glockengießerei in der Eifel unter Erhalt ihrer Patina klangtechnisch saniert und generalüberholt.

#### Andere Glocken
Wie alte Kirchenrechnungen belegen, hatte die Kirche im Jahr 1612 bereits eine ältere, kleinere Glocke.
Als neue kleine Glocke hatte der Glockengießer Peter August Becker aus der Aegidienneustadt von Hannover im Jahr 1779 eine Glocke mit einem Durchmesser von 72 cm gegossen. Sie musste 1917 zu Rüstungszwecken abgeliefert werden. Die als Ersatz dafür im Jahr 1935 geweihte neue Glocke musste im Zweiten Weltkrieg abgeliefert werden.
Anfang 2019 erhielt die Dreieinigkeitskirche zwei neue Glocken. Zusammen mit der restaurierten historischen Kirchenglocke besteht das Geläut daher aus drei Glocken:
Eine neue mit einem Gewicht von 650 kg, die neue, von Friedhof aus funkfernsteuerbare, Friedensglocke mit einem Gewicht von 260 kg und die wie bisher die Uhrzeit verkündende alte Glocke.

### Uhr
Schon vor 1620 gab es eine Schlaguhr am Kirchturm. Dies ist durch regelmäßig verbuchte Reparatur- und Wartungsausgaben belegt. Eine im Jahr 1870 angeschaffte neue Uhr war nach knapp 50 Jahren nicht mehr funktionstüchtig. Sie wurde durch eine im Jahr 1919 gestiftete Uhr ersetzt.
Deren Zifferblatt und Zeiger wurden 1990 und 2007 neu vergoldet.